# Leo Arnold

Leo Arnold (1971)

Leo Arnold (* 17. Dezember 1923 in Altdorf UR; † 16. Mai 2014 ebenda) war ein Schweizer Politiker (CVP). Er vertrat den Kanton Uri von 1971 bis 1987 im Ständerat. 

## Biografie
Leo Arnold wurde als Sohn von Alois und Josefa Arnold in Altdorf UR geboren. 
1949 erhielt er als Jurist die Doktorwürde und war danach als Anwalt und Notar mit eigener Praxis tätig. Von 1952 bis 1975 amtierte er nebenamtlich als Urner Vizestaatsanwalt und präsidierte anschliessend bis 1991 das Obergericht. Er gilt als Schöpfer der ersten Urner Strafprozessordnung. Während zahlreicher Jahre war er auch als Präsident der Korporation Uri engagiert (1967 bis 1983), die unter seiner Leitung ein eigenes Verwaltungsgebäude erhielt. Auch die Beteiligung der Korporation an den Betagtenheimen Wassen und Altdorf sowie die Erneuerung der Wasserkraftkonzession gelten als Verdienste Arnolds.
Leo Arnold war zwei Mal verheiratet und hatte zwei Kinder.

## Politische Ämter
Im Jahr 1960 wurde Leo Arnold in das Urner Kantonsparlament, den Landrat, gewählt (bis 1972). Zwischen 1964 und 1967 amtierte er auch als Gemeindepräsident von Altdorf UR. 1971 wählte die Urner Bevölkerung Arnold als Ständerat. Er war unter anderem Präsident der Finanzdelegation beider Räte. Das Amt als Kantonsvertreter auf Bundesebene übte er bis 1987 aus. Leo Arnold war Mitglied der Christlichdemokratischen Partei (CVP). 